# Grad Konjice
Grad Konjice (nemško Burg Gonobitz) je  srednjeveški grad, mogočne razvaline na visokem, kopastem hribu nad Slovenskimi Konjicami, nad severnim vznožjem Konjiške gore in naseljem Zgornja Pristava.

## Arhitektura
Prvotno romansko jedro gradu je danes komaj razvidno. V zahodnem delu zasnove v spodnjih zidovih je opazno romansko zidovje in romanski je tudi mali stolp na vzhodnem delu. Večina še ohranjenega zidovja izvira iz gotske dobe. Sem sodi zlasti mogočni peterokotni gotski stolp (danes obnovljen), ki so ga v 14. stoletju prislonili k palasu (stanovanjski stavbi), pa tudi masivni obrambni obzidni plašč, ki na severni strani obdaja nekdanje notranje grajsko dvorišče. Kasneje so dodali stanovanjske trakte, obod pa utrdili s pasom renesančnih utrdb, med njimi je bil bastijon s skoraj štirimetrskimi zidovi. Grad v svoji današnji podobi je značilen primer raščenega gradu, ki se je iz manjšega romanskega zametka postopno razvil v obsežen grajski kompleks. V razvalinah so vidne romanske, gotske in renesančne arhitekturne sestavine, vso zasnovo pa še sedaj obvladuje večnadstropni gotski bergfrid.
Tloris gradu je prvi leta 1863 posnel Carl Haas, takratni štajerski deželni arheolog, pozneje sta raziskave gradu vodila avstrijski kastelelog Otto Piper in približno vzporedno z njim raziskovalec naše domače umetnostne zgodovine dr. Avguštin Stegenšek. Slednji je zbral tudi podrobne arhivske podatke o nekdanjih grajskih lastnikih.

## Zgodovina
Meja med Dravsko in Savinjsko grofijo in kasneje, do 1147, meja Podravske marke (še kasneje Štajerske), je potekala po Konjiški gori, zato ni čudno, da so prav tu postavili grad, na mestu, ki je skozi dolinsko preseko Konjsko smrt omogočal najkrajši prehod čez goro in varoval prehod in cesto k žičkemu samostanu. Stolpasto jedro gradu z ohranjenimi temelji ter del obzidja izvirata iz 12. stoletja. 
Konjiški grad sodi med naše najstarejše gradove, njegovi prvi lastniki pa so bili stari konjiški vitezi  . Ti naj bi se po nekaterih virih pojavili že okoli leta 1148 , vendar so zanesljivo izpričani šele, ko je v listini iz leta 1175 (po drugih virih leta 1165) prvič po imenu omenjen Liupold Konjiški, kot ministerial štajerskega mejnega grofa Otokarja III.. Poleg Liupolda se v listinah kmalu pojavijo tudi bratje Ortolf, Otokar in Leopold, verjetno Liupoldovi sinovi. Med njihovimi vazali nastopajo vitezi z Zbelovega, iz Oplotnice, Koritnega, Zreč in še nekateri drugi.
V latinski listini Leopolda Konjiškega z datumom 24. februar 1234 se prvič neposredno omenja tudi grad kot castrum Gonuvviz (leta 1312 kot havs Gonewitz in leta 1362 kot vest ze Gonwiz). Na gradu so Konjiški plemiči gospodarili le do leta 1329, ko se je njihova posest pričela drobiti, za novo prebivališče so si izbrali grad Jamnik nad Zrečami. 
V letih 1329 - 1385 so grad posedovali Viltuški gospodje, vmes je leta 1365 začasno prešel v roke Celjskih grofov, leta 1385 pa po dedni pogodbi v posest Devinskih gospodov. Prvi konjiški gospodar med njimi, Hugon IV., je bil krajišnik v markah Treviso in Pordenone v Severni Italiji, kapitan v Trstu in deželni glavar na Kranjskem. Leta 1406 Devinskim sledijo Walseeji, ki pa so tako kot ostale svoje gradove, tudi Konjiškega izgubili v bitki, ki je bila posledica spora z Leopoldom IV. in vojvodo Ernestom Železnim. Leta 1417 so sklenili mir in dobili grad vrnjen. Z izumrtjem rodu Walseejevih preide leta 1466 grad v cesarsko last. Leta 1487 je grad obiskal potopisec Paolo Santonino, ki je svoj obisk na gradu podrobno opisal. Oskrbniki in zastavniki so bili: leta 1511 Adam Svetkovič, nato leta 1572 Janez pl. Khisl s Fužin, leta 1592 Žiga Tattenbach, vmes za kratek čas nadvojvoda Ferdinand, leta 1597 dediči Tattenbach, ki so imeli v posesti grad Konjice do leta 1671, ko so zaradi sodelovanja v zaroti proti cesarju in ogrskemu kralju Leopoldu I. v Gradcu obglavili Ivana Erazma Tattenbacha. Grad so leta 1692 prodali Žičkim kartuzijanom, ki jih je leta 1783 po jožefinskih reformah nasledil verski sklad (Religionsfond). Leta 1826 je ruševine gradu odkupil knez Weriand Alois von Windischgrätz in v lasti te rodbine je bila vse do konca 2. svetovne vojne. Grad je bil verjetno opuščen že v času lastništva kartuzijanov.

### Paolo Santonino
O svojem obisku v Konjicah (Gonabicz), ko se je 27. maja 1485 tu ustavilo odposlanstvo oglejskega patriarha, je Paolo Santonino v svoj popotni dnevnik (COBISS) zapisal, da je škof Pietro Carli s svojim spremstvom obiskal tudi Konjiški grad, kamor jih je na kosilo povabil tedanji grajski upravitelj (kastelan) Friderik Hollnecker. Kosila sta se udeležila tudi tedanji žički prior Mihael in kartuzijanski prokurator Klement. Santonino je na kratko opisal tudi grad, njegove tedanje lastnike in jedi, s katerimi jim je bilo postreženo.